# 多鳞条鳅
多鳞南鳅（学名：Schistura schultzi）为輻鰭魚綱鲤形目條鳅科条鳅属的鱼类。分布于泰国以及澜沧江中下游的支流等，常生活于江河支流，體長可達9.3公分，该物种的模式产地在泰国。

## 扩展阅读
維基物種上的相關：多鳞南鳅